# Wiesengrund
Wiesengrund es un municipio situado en el distrito de Spree-Neiße, en el estado federado de Brandeburgo (Alemania), a una altitud de 90 metros. Su población a finales de 2016 era de 1300 habs. y su densidad poblacional, 30 hab/km².